# Rupert Keegan
Rupert Keegan (Westcliff-on-Sea, 26 februari 1955 – Elba, 23 september 2024) was een Britse Formule 1-coureur. Hij reed in de jaren 1977, 1978, 1980 en 1982 37 Grands Prix voor de teams Hesketh Racing, Surtees en March Engineering, maar scoorde daarin geen punten.
Keegan overleed op 23 september 2024 op 69-jarige leeftijd aan kanker.
- Library of Congress Control Number: no2019007086
- Virtual International Authority File: 8719154801966456310009